# Balearische Kruistocht
De Balearische Kruistocht was een militaire expeditie naar de Balearen in 1113–1115 tegen de taifa Majorca.
De expeditie was gebaseerd op een verdrag gesloten tussen de republiek Pisa en graaf Raymond Berengarius III van Barcelona, terwijl het ook de steun kreeg van paus Paschalis II en adel van Catalonië en Occitanië. Ook Midden-Italië, Sardinië en Corsica sloten zich bij de expeditie aan. De kruisvaarders hadden geïnspireerd kunnen zijn door de Noorse Kruistocht van koning Sigurd I, die Formentera in 1108/1109 aanviel en in 1115 de verovering van de Balearen voltooide, maar slechts tot het jaar daarop in christelijk bezit bleef.
De belangrijkste bron over de kruistocht naar de Balearen is de Pisankroniek Liber maiolichinus, die in 1125 werd voltooid.

## Geschiedenis
In juni viel de kruisvaardersvloot voor het eerst het eiland Ibiza aan, gelegen tussen Mallorca en het Spaanse vasteland. Na de verovering van Ibiza landden de kruisvaarders op het aangrenzende grootste eiland en belegerden Palma de Mallorca in augustus 1114, maar het beleg van de kruisvaarders sleepte zich voort en de ongeduldige Catalaanse graven van Barcelona en Empúries, wier provincies het dichtst bij de eilanden lagen, openden vredesonderhandelingen met de moslimheerser van Mallorca, blijkbaar met de visie dat ze met hem kunnen onderhandelen over de jaarlijkse betaling van eerbetoon en de annulering van piratenaanvallen in ruil voor het einde van het beleg en het vertrek van het kruisvaardersleger. Dit gebeurde echter niet, aangezien de Pisaanse aartsbisschop Pietro Moriconi de gesprekken afbrak en bovendien een deel van de Pisaanse vloot werd aangevallen door moslimversterkingen van de Almoraviden vanuit de haven van Denia op het Iberische vasteland. De belegerde stad capituleerde in april 1115, waarna de kruisvaarders andere Balearische steden gingen veroveren en christelijke gevangenen bevrijdden, terwijl de Taifa-heerser door hen werd gevangengenomen en naar Pisa, werd gebracht.
Het behoud van de Balearen duurde echter niet lang, slechts een paar maanden. In 1116 werd Mallorca heroverd door de Almoraviden. Het enige succes van de kruistocht was het einde van de piraterij, die zich op Mallorca bevond.